# アレクサンデル・クファシニェフスキ
アレクサンデル・クファシニェフスキ（ポーランド語: Aleksander Kwaśniewski [alɛˈksandɛr kfaɕˈɲɛfskʲi] ( 音声ファイル), 1954年11月15日 - ）は、ポーランドの政治家、ポーランド共和国第三共和政第3代大統領。報道ではクワシニエフスキとも。

## 生い立ち
ザホドニェ・ポモージェ県ビャウォガルト郡で生まれる。グダニスク大学で経済を学び、その後学生運動に参加するなどしたのち、記者や学生機関紙の編集長として活動した。

## 政治経歴
1977年から1990年の解散まで、ポーランド統一労働者党（共産党）の党員だった。1991年に民主左翼連合（旧共産党の流れをくむ）の立ち上げに参加。1995年11月に行われた大統領選挙で、民主左翼連合の支持を受け現職のレフ・ヴァウェンサ（ワレサ）を52%対48%という僅差で破って新大統領に就任した。